# Virgil Măgureanu
Virgil Măgureanu, nato Imre Asztalos, (Giurtelecu Hododului, 19 marzo 1941), è un sociologo rumeno.
È stato il primo direttore del Serviciul Român de Informații, in carica dal 1990 al 1997.
Il 13 giugno 2017 è stato inviato a fianco di Ion Iliescu, Petre Roman, Gelu Voican Voiculescu, Miron Cozma e altri in tribunale per crimini contro l'umanità nell'ambito dell'inchiesta giudiziaria sulla mineriada del giugno 1990.

## Biografia
Virgili Măgureanu è nato il 19 marzo 1941 nel villaggio Giurtelecu Hododului nel comune di Hodod, chiamato alla nascita Imre Asztalos. Ha frequentato la Facoltà di Filosofia dell'Università di Bucarest (1964-1969), conseguendo il dottorato di ricerca in scienze politiche presso l'Università di Bucarest (1978).
Dopo la laurea è stato un professore universitario di psicosociologia dell'Accademia di Studi Sociali e Politici "Stefan Gheorghiu" di Bucarest (1969-1989). Come affermato dal generale Ion Mihai Pacepa, Măgureanu è divenuto collaboratore della Sicurezza interna nel febbraio 1972 ed è stato poi entrato nel DIE con il grado di capitano con il nome in codice "Mihai Mihaila". I documenti originali che attestano gli agenti di sicurezza sono negli archivi DIE. (...) Nel 1978, l'Accademia e ha offerto una cattedra e Magureanu che ha chiesto al capo del DIE di essere sostenuto. La richiesta è stata in parte approvata. È stato messo in riserva, ma è stato mantenuto come collaboratore. Il suo compito era sostenere lo sforzo del DIE di inviare i suoi accademici all'accademia senza rivelare la loro affiliazione alla Securitate. L'ufficiale di collegamento di Magureanu in questa nuova posizione era il generale Nicolae Ceaușescu, fratello del dittatore, che ha lavorato come direttore dello staff del DIE sotto il nome cospiratore di "Nicu Călin".
Nel maggio 1989 è stato posto agli arresti domiciliari a Focsani, impiegato come curatore del Museo del distretto di Vrancea, a seguito dell'opposizione al regime di Ceaușescu. Durante il periodo del dicembre 1989 - marzo 1990 è membro del CFSN e PNUC partecipando il 25 dicembre 1989 al processo dei Ceaușescu a Târgovişte.
Il 26 marzo 1990, con Decreto n. 181 Magureanu è stato nominato direttore del Serviciul Român de Informații, mantiene questa funzione fino al 25 aprile 1997, quando si è dimesso. In parallelo, tra il 1994 e attualmente insegna come professore di sociologia politica presso la Facoltà di Sociologia dell'Università di Bucarest.

## Controversie
Era sospettato di essere l'uomo oscuro nei grandi scandali di corruzione: Eurocolnumna, Affari petroliferi, Sigarette I e Sigarette II, Bastos, Portelan, Megapower e Villa de la Giurtelec.

## Opere pubblicate
- Declinul sau apoteoza puterii? (Editura Rao, 2003) [4]
- Sociologie politică (Editura Rao, 2007)
- De la regimul comunist la regimul Iliescu (Editura Rao, 2009) volum de dialoguri al lui Virgil Măgureanu cu Alex Mihai Stoenescu.[5]